# Joseph de Salm-Reifferscheidt-Dyck
Joseph Maria Franz Anton Hubert Ignaz de Salm-Reifferscheidt-Dyck, conde y posteriormente príncipe (1816) de Salm-Dyck (4 de septiembre de 1773, Castillo de Dyck, Neuss - 21 de marzo de 1861, Niza), fue un botánico y artista alemán.

## Biografía
En ocasión del Tratado y Paz de Lunéville, el conde de Salm-Dyck y del Santo Imperio es hecho príncipe de Salm por el rey de Prusia Federico Guillermo III en 1816.
Divorciado de la condesa de Hatzfeld, se casa en segundas nupcias en 1803 con la poeta Constance de Théis (1767-1845); sin dejar descendencia.
Bajo el Imperio, es un personaje importante, miembro del Cuerpo Legislativo, Canciller de la Cuarta cohorte de la Legión de honor, conde del Imperio.
A partir de 1809, los Salm se instalan en el Hotel de Ségur, en el 97 de la rue du Bac de París, donde desarrollan una vida palaciega de lo más brillante.
Apasionado de la Botánica, amigo de Jussieu, de Redouté y de Alexander von Humboldt, se interesa particularmente en las plantas suculentas. Tras su deceso, su colección le sobrevive en parte, pero con la Primera Guerra Mundial, le destruyen los jardines.
A partir de 1800, hace construir cerramientos en su palacio de Dyck, donde va reuniendo una de las más bellas colecciones de la época.

## Obras de Botánica

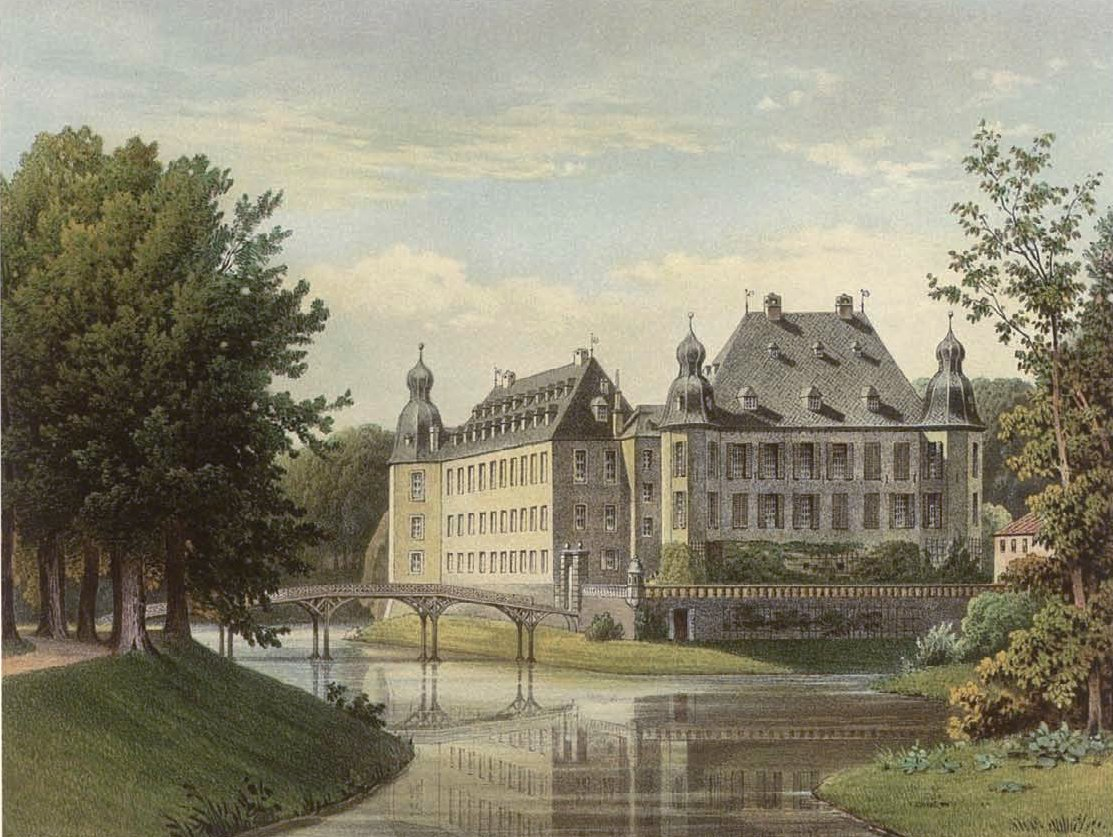
Palacio de Dyck (de la colección Duncker).

- Cacteae in Horto Dickensi cultae, 1850

- Liste des Plantes Grasses, Cultivées dans les Jardins de M. le Comte de Salm, à Dyck. Düsseldorf ca. 1909

- Plantae succulentae horti Dyckensis. Düsseldorf 1816

- Verzeichniß der verschiedenen Arten und Abarten des Geschlechts Aloe […] Düsseldorf 1817 en línea Archivado el 3 de octubre de 2015 en Wayback Machine.

- - Catalogue raisonné des espèces et variétés d'Aloès […] Düsseldorf 1817

- Plantae succulentae horti Dyckensis. Düsseldorf 1820

- Observationes botanicae in horto notatae. Colonia 1820

- Observationes botanicae in horto notatae. Colonia 1821

- Observationes botanicae in horto notatae. Anno 1822. Colonia 1822 online

- Index plantarum succulentarum in horto Dyckensi cultae. Aquisgrán 1822

- Index plantarum succulentarum in horto Dyckensi cultarum. Aquisgrán 1829 online

- Index plantarum succulentarum in horto Dyckensi cultarum. Aquisgrán 1834.

- Monographia generum Aloes et Mesembryanthemi, iconibus illustrata, 1835

- Cacteae in horto Dyckensi cultae anno 1841 additis tribuum generumque characteribus emendatis. Düsseldorf/Bonn 1841

- Cacteae in horto Dyckensi cultae anno 184. Düsseldorf 1842

- Hortus Dyckensis Oder Verzeichniss der in dem botanischen Garten zu Dyck wachsenden Pflanzen. Arnz & Comp., Düsseldorf 1834 online

- - Hortus Dyckensis ou Catalogue des plantes cultivées dan les jardins de Dyck. Arnz & Comp., Düsseldorf 1834 online

- Index plantarum succulentarum in horto Dyckensi cultarum. Aquisgrán 1843

- Cacteae in horto Dyckensi cultae anno 1844 additis tribuum generumque characteribus emendatis. Düsseldorf/Paris 1845 online

- Cacteae in horto Dyckensi cultae anno 1849, secundum tribus et genera digestæ additis adnotationibus botanicis characteribusque specierum in enumeratione diagnostica cactearum doct. Pfeifferi non descriptarum. Henry & Cohen, Bonn 1850 online

### Otros escritos
- Monographia generum Aloes et Mesembrianthemi. 7 vols. Bonn 1836-1863, con 252 ilustraciones parcialmente coloreados

## Honores

### Epónimos
- (Agavaceae) Agave salmdyckii Baker[1]
- (Asphodelaceae) Gasteria salmdyckiana Poelln.[2]
- (Cactaceae) Cactus salmdyckianus Kuntze[3]

- La abreviatura «Salm-Dyck» se emplea para indicar a Joseph de Salm-Reifferscheidt-Dyck como autoridad en la descripción y clasificación científica de los vegetales.[4]